# جو بيرتون (كرة سلة)
جو بيرتون (بالإنجليزية: Joe Burton)‏ مواليد 2 نوفمبر 1990 في كاليفورنيا، هو لاعب كرة سلة أمريكي. بدأ مسيرته الاحترافية في سنة 2013. يلعب في الدوري الفرنسي لكرة السلة الدرجة الثانية كلاعب وسط. يحمل الرقم 11. يبلغ طوله 6 قدم 7 بوصة (2.0 م).

## روابط خارجية
- جو بيرتون على موقع كرة السلة الأوروبية.كوم (الإنجليزية)
- جو بيرتون على موقع كلية كرة السلة في سبورتس رفرنس.كوم (الإنجليزية)
- جو بيرتون على موقع ريلجم (الإنجليزية)
- جو بيرتون على موقع بروبوليرز (الإنجليزية)
- جو بيرتون على موقع سبورتس رفرنس (الإنجليزية)